# Antoine Bangui
Antoine Bangui-Rombaye es una figura política y escritor de Chad. Entre 1962 y 1972, Bangui fue miembro del gabinete, llegando a desempeñarse como Ministro de Asuntos Exteriores. Sin embargo, perdió el favor del Presidente François Tombalbaye y fue encarcelado entre 1972 y 1975. Publicó su relato del encarcelamiento, Prisonnier de Tombalbaye, en 1980. Esto fue seguido por una novela autobiográfica  Les Ombres de Koh (1983). Bangui estuvo en las elecciones presidenciales de 1996 y se convirtió en jefe del Movimiento para la Reconstrucción Nacional de Chad (Mouvement pour la reconstruction nationale du Tchad, MORENAT), un partido político autorizado. 
En mayo de 1999, publicó Tchad: Élections Sous Contrôle (1996-1997) (ISBN 2-7384-7331-8), una crítica mordaz de la situación del país bajo Idriss Déby. Al mes siguiente, el gobierno acusó a Bangui de fomentar la rebelión en la región de Logone Oriental. En diciembre de 1999, Bangui fue designado portavoz de la Coordinación de los Movimientos Armados y Políticos de la Oposición (Coordination des mouvements armés et politiques de l'opposition, CMAP), una coalición de 13 grupos de la oposición. Bangui eventualmente renunció a CMAP. Él protestó contra intentos de diálogo por parte de algunos miembros de CMAP, que él sintió que eran parte de la estrategia de Déby de dividir la oposición.